# 위가쪽위팔피부신경
위가쪽위팔피부신경(superior lateral cutaneous nerve of arm, superior lateral brachial cutaneous nerve) 또는 상외측상완피신경(上外側上腕皮神經)은 겨드랑신경 뒤가지가 깊은근막을 관통한 후 연속된 신경이다. C5와 C6의 축삭 성분을 포함하고 있다.

## 구조
어깨세모근의 뒤쪽 경계를 따라가 어깨세모근 뒤쪽의 아래쪽 2/3와, 위팔세갈래근의 긴갈래를 덮는 피부에 분포한다.

## 추가 이미지

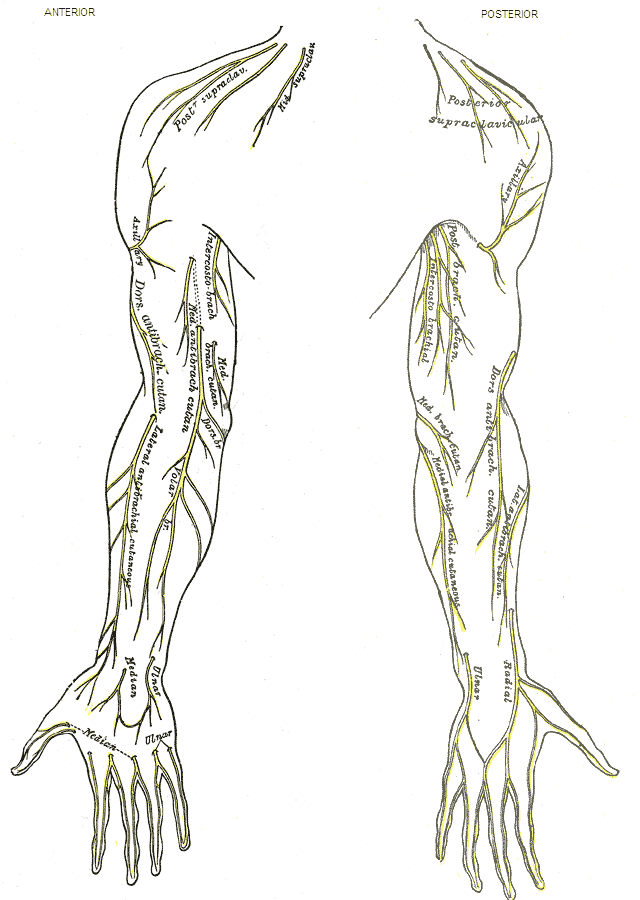
오른쪽 상지의 피부신경.
오른쪽 상지 피부신경의 분포를 나타낸 도표.

## 같이 보기
- 안쪽위팔피부신경

## 참고 문헌
이 문서는 현재 퍼블릭 도메인에 속하는 그레이 해부학 제20판(1918) page 934의 내용을 기초로 작성된 글이 포함되어 있습니다.